# 1937 az irodalomban
Az 1937. év az irodalomban.

## Megjelent új művek
- Karen Blixen dán írónő: Den afrikanske farm / Out of Africa (magyarul Volt egy farmom Afrikában címen jelent meg)
- André Breton: L'Amour fou (Őrült szerelem)
- Louis Bromfield amerikai író bestseller regénye The Rains Came (Árvíz Indiában)
- Agatha Christie: Gyilkosság a csendes házban (Murder in the Mews), négy kisregényből álló kötet
- A. J. Cronin amerikai író bestseller regénye: The Citadel (Réztábla a kapu alatt)
- Makszim Gorkij legnagyobb, négyrészes regénye, a Klim Szamgin élete (Жизнь Клима Самгина) 1927–1937 között részenként, folyamatosan jelent meg; az utolsó rész nem teljesen befejezett[1]
- Ernest Hemingway: To Have and Have Not (Gazdagok és szegények)
- Arvi Järventaus finn író regénye: Sydenpolttajat (Szénégetők)
- Miroslav Krleža esszéinek gyűjteménye: Deset krvavih godina 1914–1924 (Tíz véres esztendő)
- Edgar Lee Masters: The Tide of Time
- William Somerset Maugham regénye: Theatre (Színház)
- Ivan Olbracht cseh író: Golet v údolí (Átok völgye)
- Ignazio Silone olasz író regénye: Pane e vino (Kenyér és bor)
- Upton Sinclair regénye: The Flivver King (A tragacskirály)
- John Steinbeck: Of Mice and Men (Egerek és emberek). A cím utalás Robert Burns versére, a "To a Mouse"-ra
- J. R. R. Tolkien meseregénye: A hobbit (The Hobbit)
- Franz Werfel regénye: Höret die Stimme (Halljátok az igét)
- Arnold Zweig: Einsetzung eines Königs. A hat könyből álló Der große Krieg der weißen Männer (A fehér emberek nagy háborúja) c. regényciklus (1927–1957) negyedik könyve

### Költészet
- Nicolás Guillén elbeszélő költeménye: España: poema en cuatro angustias y una esperanza (Spanyolország…)
- Edgar Lee Masters: The New World

### Dráma
- Sherwood Anderson: Plays, Winesburg and Others (Színművek, Winesburg és egyebek)
- Jean Anouilh: Le voyageur sans bagage (A poggyász nélküli utas), megjelenés és bemutató
- Bertolt Brecht színpadi műve: Die Gewehre der Frau Carrar (Carrar asszony fegyverei), megjelenik Londonban, bemutató Párizsban
- Karel Čapek drámája: Bílá nemoc (Fehér kór), bemutató
- Ödön von Horváth Mikszáth Kálmán elbeszélése nyomán írt színműve: Ein Dorf ohne Männer (Férfi nélküli falu), bemutató
- Branislav Nušić vígjátéka: Pokojnik / Покојник (A megboldogult)

### Magyar irodalom
- Babits Mihály:
  - verseskötete: Újabb versek
  - Hatoldalas rózsakert, novellák
- József Attila ez évben írt, de életében kötetben meg nem jelent versei: Thomas Mann üdvözlése;  Születésnapomra; Tudod, hogy nincs bocsánat; (Talán eltünök hirtelen…); (Karóval jöttél…); (Ime, hát megleltem hazámat…)
- Illyés Gyula versei: Rend a romokban
- Jékely Zoltán regénye: Kincskeresők
- Karinthy Frigyes: Utazás a koponyám körül
- Móricz Zsigmond regénye: Míg új a szerelem
- Szerb Antal regénye: Utas és holdvilág
- Tamási Áron Ábel-trilógiájának együttes kiadása (a korábban már megjelent kötetek: Ábel a rengetegben, Ábel az országban, Ábel Amerikában)
- Tormay Cécile regénye: A fehér barát. Regénytrilógiája, Az ősi küldött harmadik, félbemaradt részét Kállay Miklós fejezte be. (Csallóközi hattyú, 1933; A túlsó parton, 1934)
- Déry Tibornak ez évben készül el háromkötetes regénye, A befejezetlen mondat, de csak tíz év múltán, 1947-ben jelenik meg
- Féja Géza: Viharsarok. Az Alsó Tiszavidék földje és népe, szociográfia
- Erdei Ferenc: Futóhomok. A Duna-Tiszaköz földje és népe, szociográfia
- Zilahy Lajos színműve: A szűz és a gödölye

## Születések
- január 24. – Baranyi Ferenc magyar költő, író, műfordító
- február 5. – Bíró Ferenc magyar irodalomtörténész, egyetemi tanár († 2024)
- március 15. – Valentyin Raszputyin szovjet, orosz író († 2015)
- március 19. – Papp Árpád magyar költő, irodalomtörténész, műfordító († 2010)
- április 10. – Bella Ahmadulina szovjet, orosz költőnő, novellista, esszéista, műfordító, a 20. század második felében az orosz „új hullám” egyik legjelentősebb költője († 2010)
- május 3. – Roger Zelazny amerikai sci-fi- és fantasyszerző († 1995)
- május 18. – Lászlóffy Aladár erdélyi magyar költő, író, műfordító, szerkesztő († 2009)
- június 1. – Colleen McCullough ausztrál írónő, egyik leghíresebb regénye a Tövismadarak († 2015)
- július 19.– Sárközi Mátyás magyar író, kritikus, műfordító
- augusztus 30.– Parancs János magyar költő, műfordító, szerkesztő († 1999)
- november 17. – Peter Cook angol humorista, író († 1995)

## Halálozások
- január 3. – Komját Aladár költő, szerkesztő (* 1891)
- január 7. – Somlyó Zoltán költő, újságíró, műfordító (* 1882)
- március 10. – Jevgenyij Ivanovics Zamjatyin orosz regényíró, elbeszélő, drámaíró, műfordító (* 1884)
- március 15. – Némethy Géza klasszika-filológus, irodalomtörténész, műfordító, költő (* 1865)
- március 15. – Howard Phillips Lovecraft amerikai író, költő, publicista; horror novelláiról ismert (* 1890)
- április 2. – Tormay Cécile írónő, műfordító, a Napkelet című irodalmi folyóirat szerkesztője (* 1875)
- április 6. – Juhász Gyula, a 20. század első felében Magyarország egyik legelismertebb költője (* 1883)
- július 25. – Jānis Akuraters lett író, drámaíró, a lett Nemzeti Színház alapítóinak egyike (* 1876)
- július 29. – Tolnai Vilmos nyelvész, irodalomtörténész (* 1870)
- augusztus 11. – Edith Wharton amerikai regényíró, novellaíró (* 1862)
- december 3. – József Attila magyar költő, a 20. századi magyar költészet egyik legkiemelkedőbb alakja (* 1905)